# Nesogobius
Nesogobius és un gènere de peixos de la família dels gòbids i de l'ordre dels perciformes.

## Taxonomia
- Nesogobius greeni (Hoese & Larson, 2006)[2]
- Nesogobius hinsbyi (McCulloch & Ogilby, 1919)[3]
- Nesogobius macculochi (Hoese & Larson, 2006)[2]
- Nesogobius pulchellus (Castelnau, 1872)[4][5][6][7][8][9][10]